# Gaj, Slovenska Bistrica
Gaj este o localitate din comuna Slovenska Bistrica, Slovenia, cu o populație de 615 locuitori.